# Ronnie O'Brien
Pour les articles homonymes, voir O'Brien.
Ronnie O'Brien est un footballeur irlandais né le 5 janvier 1979 à Bray, Irlande.

## Carrière
- 1997-1999 :  Middlesbrough FC
- 1999-2002 :  Juventus FC
- 1999 :  FC Lugano (prêt)
- 2000-2001 :  FC Crotone (prêt)
- 2001-2002 :  Lecco Calcio (prêt)
- 2002 :  Dundee United (prêt)
- 2002-2006 :  FC Dallas
- 2007 :  Toronto FC
- 2008 :  Earthquakes de San José